# Molly Walker
Molly Walker es uno de los personajes secundarios de la serie de ciencia ficción Héroes, creada por Tim Kring, cuyas principales características son la temática original de la relación entre varias personas con habilidades especiales que se unen para proteger al mundo.

## Perfil
Molly Walker es un personaje ficticio de la serie Héroes, interpretado en la primera y la segunda temporada por Adair Tishler. 

### Génesis
Molly es testigo del asesinato de sus padres, hecho por Sylar, logra esconderse en un cuarto oculto detrás de la pared, es encontrada en estado de choque por Matt Parkman (gracias a su telepatía). Molly es llevada a la estación del FBI donde es atacada por Sylar, pero salvada por Parkman. 
Una vez que sale de la estación, es llevada a La Compañía, debido a su poder, es usada como radar, para localizar a las personas con habilidades. Cae enferma, atacada por el virus Shanti y es incapaz de utilizar sus poderes. Es curada con la sangre de Mohinder Suresh, para localizar a Sylar y detenerlo. Cuando estaba en tratamiento en el Edificio Kirby, es buscada por Noah Bennet y por Parkman, para eliminarla y así poder seguir con sus vidas. Sin embargo el golpe es frustrado por el mismo Parkman, al reconocer a Molly, esta utiliza su poder para encontrar a Sylar y evitar que la bomba explote.
Sale del edificio con Mohinder, encontrándose con un herido D.L. Hawkins, con Niki Sanders y con el hijo de ambos Micah. Logran salir del edificio y presencian los eventos en la Plaza Kirby.

### Generaciones
Molly vive al cuidado de Matt y Mohinder, pero es aterrorizada en sus sueños por Maury Parkman (la única persona la cual puede, pero no quiere localizar). Luego de varias noches llenas de pesadillas, Matt descubre que es su padre quien molesta a Molly, por lo que va a confrontarlo luego de que Molly queda en un estado de coma, por localizar a Maury (debido a que Matt cree que su padre está involucrado con los asesinatos). Nathan Petrelli acompaña a Matt, ambos llegan a ser víctimas de los poderes de Maury. Molly es llevada a La Compañía por Mohinder, sin embargo los médicos no pueden despertarla.
Maury llega a la compañía a matar a Bob Bishop, ataca a Niki Sanders y a Matt, quien encuentra el lugar donde se encuentra Molly, allí, confronta su padre y lo deja encerrado en su propia pesadilla. Molly es salvada y vuelve a vivir con Matt y Mohinder, hasta que al apartamento llega Sylar, acompañado de Maya Herrera. Al llegar Mohinder, Sylar confronta a Mohinder, en ese momento Maya utiliza sus poder y daña a Molly, luego de que se detiene. Molly, Mohinder y Maya son llevados al taller de Isaac Méndez, donde se encuentra el laboratorio de Mohinder. Molly trata de localizar a Alejandro Herrera, pero no lo logra (debido a que está muerto), Sylar le dispara a Maya y luego de que roba la cura, aparece Elle Bishop, quien persigue a Sylar, no lo detiene pero salva la vida de Molly, Mohinder y Maya.
En la tercera temporada, para proteger a la pequeña Molly, Mohinder la manda a la India, a vivir con su madre, donde, actualmente, ambas residen.

### Heroes Reborn
Es utilizada para localizar a los "Evos", después se suicida con un tiro en la sien para proteger la ubicación de los hijos de Claire Bennet

## Poderes
Las capacidades de Molly parecen tener un origen telepático. Puede encontrar a cualquier persona, aun sin haberla visto, teniendo como referencia algo de la persona o una foto, lo cual le hace realmente importante para La Compañía. El carácter telepático de sus poderes se deduce porque, cuando intenta encontrar a Maury Parkman, este cuenta con poderes mentales similares a los de su hijo (más evolucionados para ser precisos) y ella es capaz de "contactar" mentalmente con él.
- Datos: Q2288522